# Elektrizitätswerk Perg
Die im Besitz der Stadtgemeinde Perg befindliche Elektrizitätswerk Perg GmbH ist 1999 aus dem seit 1909 bestehenden Elektrizitätswerk der Stadtgemeinde Perg hervorgegangen und beschäftigt sich mit der Erzeugung und Verteilung elektrischer Energie.
Die Gesellschaft versorgt nach eigenen Angaben mit vier eigenen Kleinwasserkraftwerken an der Naarn und einem eigenen Blockheizkraftwerk im Perger Schul- und Freizeitzentrum über das eigene Leitungsnetz rund 7000 Kunden in der Stadtgemeinde Perg und in den angrenzenden Gemeinden mit jährlich 90 Millionen Kilowattstunden (kWh) an eigener und zugekaufter Energie (Zahlenwerte per 2022).
Zur Versorgungsfläche mit rund 80 km² gehören das gesamte beziehungsweise der größere Teil der Gemeindegebiete von Allerheiligen, Münzbach, Perg und Windhaag, sowie Randgebiete der Gemeinden Arbing, Mauthausen, Naarn, Rechberg und Schwertberg.

## Geschichte
Es bestand zu Beginn des 20. Jahrhunderts bereits längere Zeit der Plan, die Wasserkraft der Naarn mit einem Elektrizitätswerk auszunützen. Ursprünglich sollte das Gefälle vor der Kuchelmühle ~1,3 km nördlich von Perg benützt werden. Der Bau verzögerte sich, bis die Marktgemeinde Perg im Jahre 1904 beschloss die Kegelschmiede ~4,4 km nördlich von Perg zu diesem Zweck anzukaufen. Die Firma Siemens-Schuckert, Wien, errichtete daraufhin 1909–1910 am Areal der Kegelschmiede das Elektrizitätswerk, das 220.000 Friedenskronen kostete. Ein Kabel leitete den Strom in den Markt Perg, wo drei Transformatorenhäuschen standen.
Ursprünglich war das Elektrizitätswerk für 120 PS (88 kW) ausgelegt. Am 1. Jänner 1911 wurde in Perg die elektrische Straßenbeleuchtung in Betrieb genommen. Mit einer zweiten Turbine stieg die installierte Leistung bald auf 180 PS (132 kW). Erster Betriebsleiter war Franz Schroll († 1926). Für den eigentlichen Betrieb war rund um die Uhr ein diensthabender Maschinenwärter im Werk anwesend. Büro, Werkstätte und Verkauf von Elektrogeräten befanden sich am Perger Hauptplatz. Werk und Büro verband bereits eine Telefonleitung.
Sukzessive wurden Gebiete der benachbarten Gemeinden Weinzierl, Schwertberg, Pergkirchen, Altenburg, Windhaag bei Perg und Münzbach dem Stromnetz angeschlossen. Die Verbindung zum Versorgungsnetz der Elektrizitäts- und Straßenbahngesellschaft (ESG) in Linz ging im Jahre 1924 in Betrieb. Mit den Erträgen des Elektrizitätswerks konnte die Marktgemeinde Perg das zum Bau der Hauptschule Perg aufgenommene Darlehen bedienen.
Die Generatoren des Werkes lieferten damals Dreiphasenwechselstrom mit einer Generatorspannung von 5 kV (Kilovolt) und einer Frequenz von 50 Hz (Hertz). Die folgenden Transformatoren wandelten die 5 kV um zur damals im Verbrauchernetz üblichen Netzspannung von 3 × 210/120 V (Volt) Drehstrom. Erst in den Jahren um 1950 wurde die Verbrauchernetzspannung erhöht auf 3 × 380/220 V Drehstrom (Durch den Beitritt zur Europäischen Gemeinschaft erhöhte sich dieser Wert nochmals auf 3 × 400/230 V Drehstrom). Mit dem Stromnetz der ESG in Linz war Perg über einen Transformator mit einer Leistung von 250 kVA (Kilovoltampere) und einer Hochspannung von 25 kV (Kilovolt) verbunden. Dieser Transformator stand am damaligen Ortsrand in der heutigen Lawogstraße.
Ab 1953 begann der weitere Ausbau des Werkes mit einem Kostenaufwand von fast 9 Millionen Schilling. Die Finanzierung erfolgte durch Aufnahme eines ERP-Kredites in Höhe von 4 Millionen Schilling, eines Bankkredites in Höhe von 3 Millionen Schilling sowie durch Einsatz beträchtlicher Eigenmittel und hereingenommener Stromvorauszahlungen. Das Werk erhielt damals die neue Wehranlage genannt Überwachs und dazu am alten Standort Kegelschmiede zwei leistungsfähige neue Wasserturbinen von Turbinenfabrik Andritz bei Graz. Eröffnung war 1956.
1970 kamen am Areal Kegelschmiede noch Diesel-Stromerzeugungsaggregate hinzu, um die Leistungsfähigkeit vor allem für den Winterbetrieb wesentlich zu erhöhen. Änderungen im Energiemarktgefüge machten diese Aggregate nach einiger Zeit aber zu unwirtschaftlichen Einrichtungen.
Die jüngeren Elektrizitätswerke Aschermühle, Toitschmühle, Schartmühle und Perg-Süd brachten 1954, 1978, 1985 und um 1999 nochmals erhebliche Leistungssteigerungen. Die Gesamtentwicklung des Perger Elektrizitätswerkes zeigen nachstehende Ziffern über den Stromverbrauch im eigenen Netz:
| Jahr | Kilowattstunden |
| ---- | --------------- |
| 1933 | 950.000         |
| 1945 | 982.000         |
| 1955 | 1.760.000       |
| 1958 | 2.630.000       |
| 1968 | 6.515.000       |
| 2008 | 65.000.000      |

## Regionale Energieversorgung

### Elektrizitätswerk Perg GmbH
Die Elektrizitätswerk Perg GmbH verfügt über vier Laufwasserkraftwerke an der Naarn und ein Blockheizkraftwerk im Schul- und Freizeitzentrum Perg-Süd und ist damit bedeutendster Energieversorger für den Raum Perg. Alle Kraftwerke sind vollautomatisiert und ferngesteuert.
Die Versorgungsfläche beträgt ~80 km². Dazu gehören ~100 Trafostationen, 30-kV-Mittelspannungsleitungen mit ~ 90 km Länge und das Niederspannungsnetzes mit ~490 km Länge. Die Anzahl der Stromkunden beträgt ~7.000, die Gesamtenergieabgabe 90 Millionen kWh/Jahr (Zahlenwerte per 2022). Zuletzt wurden auch Lichtwellenleiter verlegt für Datennetzwerke.
Etwa ein Drittel der elektrischen Leistung kommt von den eigenen Kraftwerken, zwei Drittel müssen zugekauft werden. Es werden 17 Mitarbeiter beschäftigt (Stand 2008).

#### Betriebsleiter
- 1910/1911–1926 Franz Schroll
- 1926–1938 Rudolf Glaser
- 1938–1945 Erwin König
- 1945–1955 Heinrich Ebner
- 1956–1962 Franz Schönbeck
- 1963–1970 Josef Tremetsberger
- 1970–1997 Josef Knoll
- 1997–2025 Helmut Puchmayr
- ab 2025 Philipp Kain

#### Wasserkraftwerke
- Das am historischen Standort Kegelschmiede bereits 1909 bis 1910 errichtete und 1954 bis 1956 sowie weiter ausgebaute Wasserkraftwerk verfügt heute über zwei Francis-Turbinen mit insgesamt 1600 kW (1178 PS). Fallhöhe 75 m. Jahresarbeitsvermögen 9.000 MWh (Megawattstunden). 1991 bis 1996 wurden Druckrohrleitung und die Elektrik erneuert. Ein Bruch der Druckrohrleitung machte die komplette Erneuerung der Maschinen- und Elektroanlage notwendig. Die noch vorhandenen Diesel-Stromerzeugungsaggregate am Areal Kegelschmiede, Inbetriebnahme 1970, sind bis auf Weiteres stillgelegt.
- Aschermühle, Inbetriebnahme 1954. 1 Kaplanturbine mit 50 kW, (68 PS), Jahresarbeitsvermögen 250 MWh, Fallhöhe 2,7 m. 1998 erfolgte eine Generalsanierung.
- Toitschmühle, Inbetriebnahme 1978. 1 Francisturbine mit 500 kW (680 PS), Jahresarbeitsvermögen 3.430 MWh, Fallhöhe 35 m.
- Schartmühle, Inbetriebnahme 1985. 1 Francisturbine mit 1000 kW (1.360 PS), Jahresarbeitsvermögen 5.664 MWh, Fallhöhe 47 m.

#### Blockheizkraftwerk
Ende der neunziger Jahre des 20. Jahrhunderts nahm das Elektrizitätswerk Perg das Blockheizkraftwerk Perg-Süd mit Kraft-Wärme-Kopplung im Freizeit- und Schulzentrum der Stadt Perg in Betrieb.
Elektrische und thermische Energie wird durch die Kopplung eines Gasmotors an einem Generator erzeugt. Der Generator setzt die Motorwellenleistung in elektrische Energie um. Die anfallende Abwärme des Motors und der Abgasleitung wird über Wärmetauscher entnommen und in die Heizzentrale geleitet. Von der Heizanlage erfolgt die Weiterleitung der Wärme über ein wassergefülltes, erdverlegtes Nahwärmenetz zu den umliegenden öffentlichen Gebäuden. Das Nahwärmenetz besteht aus isolierten, erdverlegten Stahlrohrleitungen mit einer Länge von rund 650 m, wobei noch Erweiterungen möglich sind. Zur Wärmespitzenabdeckung beziehungsweise zur Sicherstellung der Versorgung bei eventuellem Ausfall des Motors stehen ein Gaskessel und Pufferspeicher bereit. Durch die Stilllegung der Heizanlagen in öffentlichen Gebäuden und Beheizung durch das Blockheizkraftwerk wird eine wesentliche Reduktion der Umweltbelastung erreicht.
Die technischen Daten sind: Motor: 20 Zylinder Gasmotor, Fabrikat Jenbacher, Elektrische Leistung: 920 kW, Thermische Leistung: 1200 kW, Gaskessel: Fabrikat Loos, Thermische Leistung: 3000 kW, Pufferspeicher: 2 Stück je 41.000 l
Mit der Energie aus dem Blockheizkraftwerk werden Hallen- u. Freibad, HTL, HLW, Musikschule, Sporthalle, Hauptschule II, HAK, BORG und Polytechnische Schule beheizt.

### Private Anlagen

#### Elektrizitätswerk Anton Poschacher GmbH.
Elektrizitätswerk der Poschacher-Firmengruppe, Mauthausen. Werksstandort Perg, Naarntalstrasse Nr. 23. Ehemals stand dort der Perger Hammer mit wassergetriebenen Schmiedehämmern (Schwanzhämmer). 1438 erstmals erwähnt. Frühe Schmiedebesitzer Familie Enengl. Betriebsleiter bis 1954 Franz Spatzek. Ab 1959/1960 Elektrizitätswerk A. Poschacher. 1 Francis-Turbine von Voest-Linz. Weitgehend automatisiert.

#### Kleinstwasserkraftanlagen
Eine Kleinstwasserkraftanlage entstand am Standort Rantischmühle (Adresse Naarntal Nr. 4). Weitere Kleinanlagen entstanden im Rahmen von Mühlenbetrieben an der Naarn.